# São-toméische Fußballnationalmannschaft
Die são-toméische Fußballnationalmannschaft repräsentiert den afrikanischen Inselstaat São Tomé und Príncipe im Fußball. Sie untersteht dem nationalen Fußballverband Federação Santomense de Futebol.
Seit 1994 nimmt São Tomé und Príncipe an offiziellen FIFA-Turnieren teil. Die Fußballnationalmannschaft des afrikanischen Inselstaates São Tomé und Príncipe ist eine der schwächsten der Welt. Der Mannschaft ist es bisher noch nicht gelungen sich für eine Fußball-Weltmeisterschaft oder für den Afrika-Cup zu qualifizieren.

## Turniere

### Weltmeisterschaften
- vor 1986: nicht teilgenommen, da kein Mitglied der FIFA
- 1986: nicht teilgenommen
- 1990: nicht teilgenommen
- 1994: zurückgezogen vor Beginn der Qualifikation
- 1998: nicht teilgenommen
- 2002: nicht qualifiziert
- 2006: nicht qualifiziert
- 2010: zurückgezogen vor Beginn der Qualifikation
- 2014: nicht qualifiziert
- 2018: nicht qualifiziert
- 2022: nicht qualifiziert
- 2026: nicht qualifiziert

### Afrikameisterschaften
- vor 1988: nicht teilgenommen, da kein Mitglied der CAF
- 1988: nicht teilgenommen
- 1990: nicht teilgenommen
- 1992: nicht teilgenommen
- 1994: nicht teilgenommen
- 1996: nicht teilgenommen
- 1998: nicht teilgenommen
- 2000: nicht qualifiziert
- 2002: nicht qualifiziert
- 2004: zurückgezogen
- 2006: nicht qualifiziert
- 2008: nicht teilgenommen
- 2010: zurückgezogen
- 2012: nicht teilgenommen
- 2013: nicht qualifiziert
- 2015: nicht qualifiziert
- 2017: nicht qualifiziert
- 2019: nicht qualifiziert
- 2022: nicht qualifiziert
- 2024: nicht qualifiziert
- 2025: nicht qualifiziert

### Afrikanische Nationenmeisterschaften
- 2009 bis 2016: nicht teilgenommen
- 2018: nicht qualifiziert
- 2021: zurückgezogen
- 2023: nicht gemeldet

## Trainer
- Rudi Gutendorf (1984–1985)
- Juvenal Correia (~1998~)
- Eduardo de Sousa (2000)
- Antônio Dumas (2000–2001)
- Jose Ferraz (ca. 2003–2005)
- Osvaldo Lima (~2011~)
- Gustave Clément Nyoumba (2011–2015)
- António do Rosário (2015–2017)
- Gustave Clément Nyoumba (2017–2019)
- Adriano Eusébio (seit 2019)